# Planningtorock
Planningtorock, pseudonimo di Janine Rostron, detta Jam (Bolton, 26 gennaio 1972), è una musicista inglese.
Oltre ad essere musicista e produttrice, è anche violinista, cantante, performer e pittrice.

## Biografia
Dopo gli studi in Inghilterra, si trasferisce a Berlino nel 2002. Nel 2004 pubblica i suoi primi EP. Collabora con The Knife, The Soft Pink Truth e Badly Drawn Boy. 
Dopo aver siglato un contratto con Chick on Speed, pubblica un singolo nel 2006, che anticipa il suo album d'esordio Have It All. Pubblica anche un remix dei The Knife dal titolo Marble House.
Nel 2010 collabora alla realizzazione dell'opera Tomorrow, in a Year (Mute Records) basata su L'origine delle specie di Charles Darwin. Partecipa anche ad un tour degli LCD Soundsystem. Firma in seguito un contratto con la DFA Records.
Nel maggio 2011 pubblica il suo secondo album W.
Nel 2012-2013 pubblica alcuni EP.
Il successivo disco viene annunciato nell'ottobre 2013  
e viene pubblicato nel febbraio 2014.

## Discografia
Album studio
- 2006 - Have It All
- 2011 - W
- 2014 - All Love's Legal

Collaborazioni
- 2010 - Tomorrow, in a Year (con The Knife e Mount Sims)